# Карпенеда (Тренто)
Карпенеда је насеље у Италији у округу Тренто, региону Трентино-Јужни Тирол.
Према процени из 2011. у насељу је живело 35 становника. Насеље се налази на надморској висини од 1031 м.